# Súbdit
Súbdit és una paraula que deriva del llatí subdĭtus que és el participi passiu de subdĕre "sotmetre") s'identifica durant l'edat mitjana i l'Antic Règim amb la condició social del tercer estat (plebeus, el poble o el comú), com en los terme anglesos commoner ("comú" o "comuner" -l'expressió castellana) i commons (representada a la House of Commons -"cambra del comuns"-), l'alemany untertan (que implica subordinació -unter-), o el francès roturier (del lletí ruptarius, "el que romp (conrea) la terra").
A Jean Bodin la condició de ciutadà equival a la de súbdit de l'Estat, atorgant a la lleialtat deguda pel ciutadà un rang de tret nacional.
La condició de súbdit s'empra, a partir de la Revolució francesa, en oposició amb la de ciutadà (citoyen); la condició de "ciutadà" implicava la participació en la sobirania nacional.